# Big Stump Grove

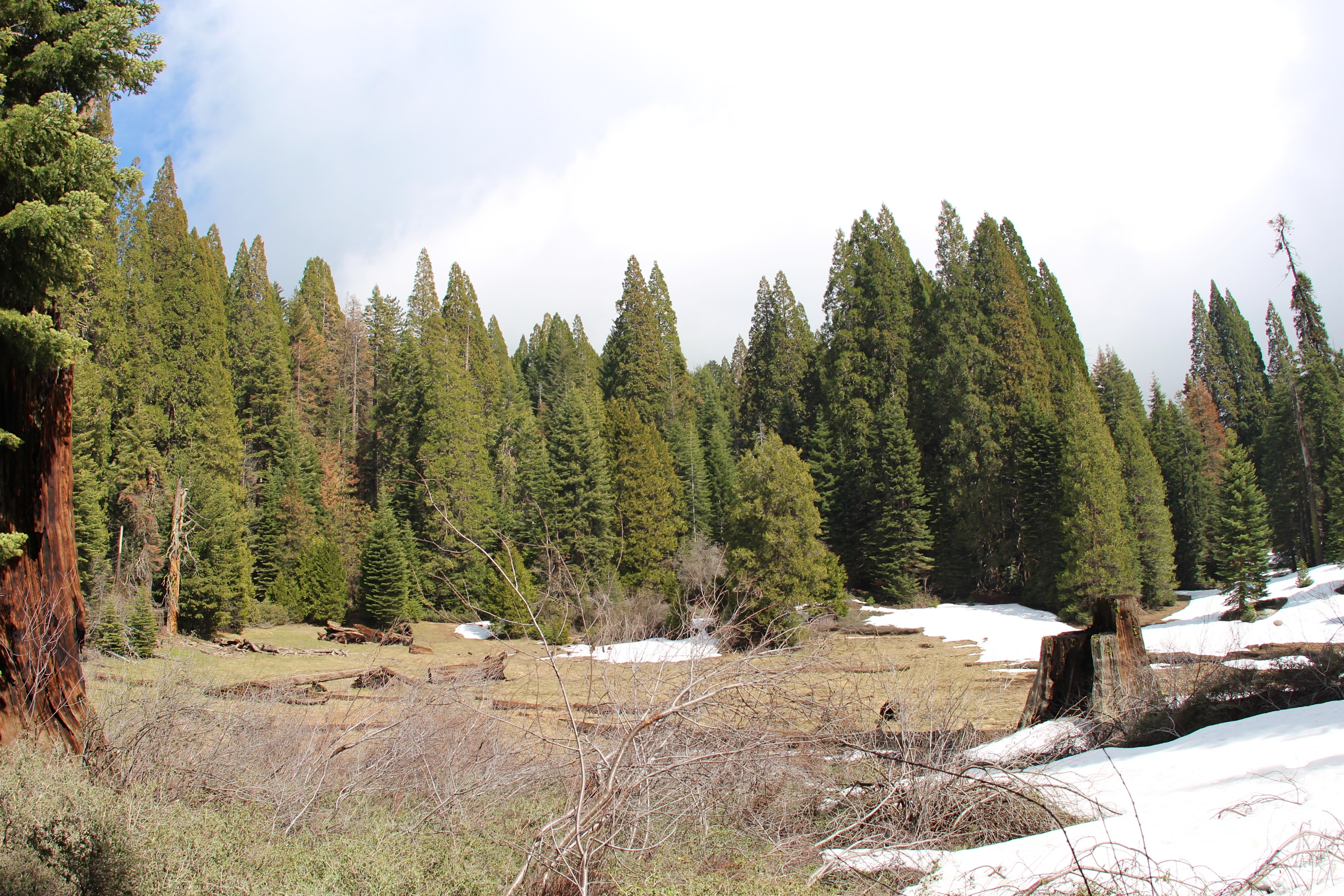
Big Stump Grove

Big Stump Grove (Grande Toco do Arvoredo) é um bosque de sequoias gigantes localizado na entrada sudoeste do Parque Nacional Kings Canyon, na Serra Nevada da Califórnia. Faz parte de um grupo de oito bosques de sequoias gigantes, próximos, mas estreitamente separados, situados no Monumento Nacional das Sequoias Gigantes e no Parque Nacional Kings Canyon. 

## O Bosque
O bosque deriva seu nome do Velho Adão, às vezes também chamado de Monarca Queimado. É um grande obstáculo permanente, que está morto há centenas de anos.

## Árvores notáveis

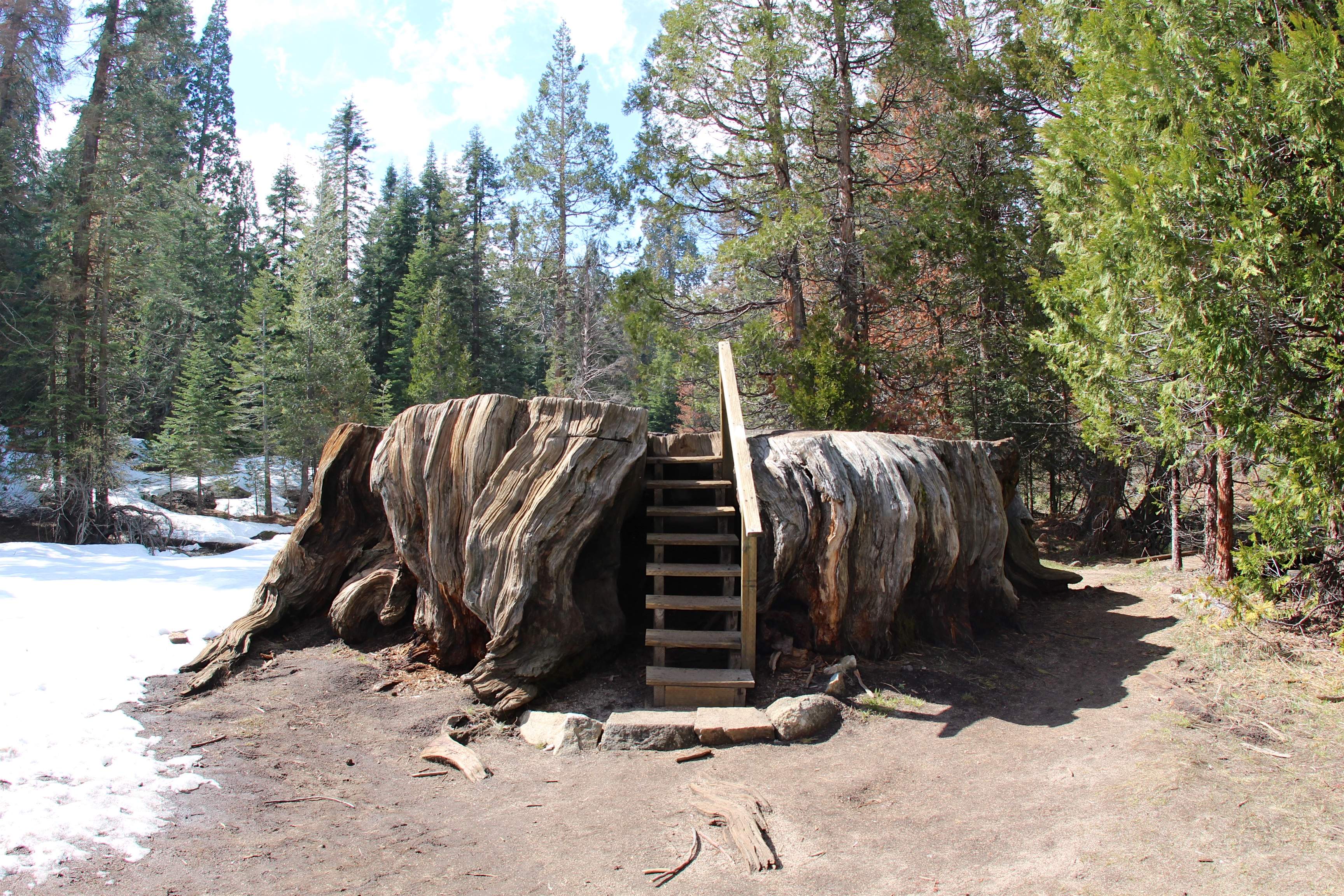
Mark Twain Stump

Uma árvore encontrada no bosque digna de nota especial é: 
- Mark Twain Stump: o toco do que já foi uma das maiores sequoias gigantes do mundo. Derrubada em 1891 para que seções do tronco pudessem ser exibidas nos museus de história natural de Nova York e Londres. O restante da árvore foi cortado para estacas de uva e estacas de cerca.[2]
- The Sawed Tree: uma sequoia gigante que apresenta as cicatrizes de cortes profundos de uma serra transversal feita em algum momento do final do século XIX, embora a árvore permaneça perfeitamente saudável.
- Velho Adam: uma sequoia gigante morta com uma aparência especialmente retorcida e deteriorada.